# Великогагины
Великогагины (Велико-Гагины, Великово Гагины) — угасший русский княжеский род, Рюриковичи, происхождением от Ярославских князей.
При подаче документов (01 февраля 1686) для внесения рода в Бархатную книгу, была предоставлена родословная роспись князей Великогагиных, за подписью князя Ивана Даниловича.

## Происхождение и история рода
Родоначальником рода является ярославский князь Василий Васильевич Великий Шастун († 1495), служивший боярином у великого князя Ивана III Васильевича. Сын его Пётр Васильевич Великий окольничий (1509), дворецкий († 1513). Внук родоначальника, князь, воевода (1546-1555) Василий Андреевич Большой имел прозвание Гага, откуда и пошли Велико-Гагины. У князя Гаги было двое сыновей: Иван Большой (чернец в Сергиево-Троицком монастыре, бездетен) и Иван Меньшой, пожалованный царём Фёдором Ивановичем в окольничие († 22.04.1598), оставив двух сыновей: Петра и Степана, а также дочь Татьяну († 1601). Род пошёл только от Степана, который имел сына князя Даниила Степановича, имевшего также двух сыновей: Юрия (бездетен) и Ивана Даниловичей. Князь Великогагин Иван Данилович числился комнатным стольником у малолетнего царевича Петра I, участник Азовского похода (1696), убит шведами под Нарвой. От первого брака с Прасковьей Петровной Вердеревской († 1691), оставил единственного сына Николая, который утонул († 1722) во время купания. С его гибелью пресёкся род князей Великогагиных.

## Известные представители
| №                                    | Имя, Отчество                       | № отца                              | Примечания |
| Поколенная росписи по Л.М. Савёлову  | Поколенная росписи по Л.М. Савёлову | Поколенная росписи по Л.М. Савёлову | Поколенная росписи по Л.М. Савёлову |
| ------------------------------------ | ----------------------------------- | ----------------------------------- | --- |
| 1                                    | Пётр Васильевич Шастунов            |                                     | По прозванию Великий (Великой), воевода и дворецкий (ум. 1513). |
| 2                                    | Андрей Петрович                     | 1                                   | Воевода, наместник и окольничий (ум. 1529) |
| 3                                    | Александр Андреевич Немой           | 2                                   | Второй воевода на Мещере и Толстике (1537), стольник (1544), голова в государевом полку в Казанском походе (1544). |
| 4                                    | Василий Андреевич Шамахай и Большой | 2                                   | Записан во вторую статью московских детей боярских (октябрь 1551), бежал в Литву, у П.Н. Петрова записан с прозвищем — Шаман и Меньшой. |
| 5                                    | Василий Андреевич Гага и Меньшой    | 2                                   | Воевода, дал фамилию княжескому рода складывающейся из двух прозваний № 1 — "Великий" и № 5 — "Гага". |
| 6                                    | Иван Васильевич Большой             | 5                                   | Первый воевода в Мценске (1569-1570), годовал третьим воеводой в Казани (1571). |
| 7                                    | Иван Васильевич Меньшой             | 5                                   | Воевода, ум. 1598, погребён в Троице-Сергиевом монастыре. |
| 8                                    | Пётр Иванович                       | 7                                   | |
| 9                                    | Степан Иванович                     | 7                                   | Воевода в Воронеже (1627), Великих Луках (1637), стольник, рязанский помещик ум. 1646, женат на Евдокии Васильевне Бутурлиной. |
| 10                                   | Татьяна Ивановна                    | 7                                   | Ум. 1601, погребена в Троице-Сергиевом монастыре. |
| 11                                   | Даниил Степанович                   | 9                                   | Голова у дворян в литовском походе (1654), окольничий (1657), наместник (1663), умер 1671. |
| 12                                   | Юрий Данилович                      | 11                                  | Стольник, московский помещик, с 1672 года женат на княжне Анне Ивановне Пожарской, дневал и ночевал при гробе царя Фёдора Алексеевича (1682). |
| 13                                   | Иван Данилович                      | 11                                  | Комнатный стольник Петра I Алексеевича, стряпчий (1672), дневал и ночевал при гробе царя Фёдора Алексеевича (1682), прислан из Троице-Сергиева монастыря от царя Петра Алексеевича к царю Ивану V с прошением прислать в монастырь стрельцов (1698), участвовал в Азовском походе (1696), погиб под Нарвой (1700), женат на Прасковье Петровне Вердеревской (ум. 1691). |
| 14                                   | Анна Даниловна                      | 11                                  | Жена князя Фёдора Юрьевича Барятинского. |
| 15                                   | Мария Юрьевна                       | 12                                  | С 1692 года жена князя Александра Петровича Прозоровского, после смерти мужа приняла иночество в московском Новодевичьем монастыре и была там казначею. |
| 16                                   | Николай Иванович                    | 13                                  | Ум. в 1722 году утонув во время купания, последний в княжеском роде. |
| Княжеский род Великогагиных пресёкся |                                     |                                     | |